# Статут Великого княжества Литовского 1588 года
Стату́т Великого княжества Литовского 1588 года — третья редакция сборника законов Великого княжества Литовского, последовавшая за редакциями 1529 года и 1566 года. Источниками для Литовского статута послужило обычное право, местная судебная практика, «Русская Правда», польские судебники и сборники законов других государств. Статут написан на западнорусском языке.

## История
Третья редакция Статута составлена и издана после заключения в 1569 году Люблинской унии, объединившей Великое княжество Литовское и Королевство Польское в единое государство — Речь Посполитую на условии сохранения ими собственных законов. Так, князь Ян Болеславович Свирский от Жемайтской земли был послом (депутатом) на Люблинский сейм 1569 года, на котором был включен в состав комиссии по доработке Статута Великого княжества Литовского.
В 1588 году, при избрании королём и великим князем Сигизмунда Вазы, каштелян и воевода Трокский Ян Глебович возглавлял делегацию ВКЛ с требованием утверждения третьей редакции Литовского статута, согласно которому ВКЛ оставалось суверенным государством. В январе 1588 года на коронационном сейме выступил также с речью подканцлер ВКЛ Лев Сапега.
В итоге третья редакция Статута была утверждена королём и великим князем Сигизмундом III Ваза и сеймом Речи Посполитой, и стараниями Льва Сапеги и Евстафия Воловича Статут 1588 года был издан. В 1614 году издан в польском переводе, неоднократно переводился и впоследствии, в том числе на французский, латинский и другие языки (в частности, в 1619 году в Вильне в типографии Мамоничей издан перевод на польский язык; в 1693 году в Вильне вышел более совершенный перевод Матвея Карского на польский язык; в 1811 году осуществлён перевод на русский язык).
Статут был одним из источников при составлении кодекса русского царя Алексея Михайловича «Соборное уложение 1649 года». На протяжении нескольких столетий он был как основным сборником права на территориях Белоруссии и Литвы, так и главным источником права на Гетманской Украине, став основным источником для «Прав, по которым судится Малороссийский народ». На Правобережной Украине Литовский Статут действовал вплоть до отмены его указом царя Николая I 25 июня 1840 года, но некоторые законоположения Статута были внесены в Свод законов Российской империи и сохранили силу вплоть до 1917 года.

## Содержание
Сборник написан на западнорусском языке (старобелорусском, староукраинском), содержит 488 статей (артикулов), составляющих 14 разделов. Статут отразил окончательное закрепление привилегий шляхты (феодальная собственность на землю, хотя предусматривалась и собственность на неё крестьян) и закрепощение крестьянства путём юридического оформления создания единого сословия крепостных крестьян путём слияния закрепощенных слуг с другими категориями зависимых крестьян.
Договоры, как правило, составлялись в письменной форме. Иногда требовалась их регистрация в суде и присутствие свидетелей. Наиболее распространенными были договора купли-продажи, займы, имущественного найма. Для обеспечения обязательств применялся залог. Право наследства принадлежало сыновьям, дочери могли получить не больше четверти имущества в виде приданого.
За умышленные преступления виновный отвечал в полной мере. Например, за умышленное убийство преступник наказывался смертью, а из него имущества взималась так называемая «головщина», также другие расходы, связанные с нанесением материального вреда. При неосторожном убийстве виновный освобождался от наказания, но обязан был уплатить родственникам убитого головщину. Суд должен был учитывать и возраст преступника. Так, не несли уголовного наказания несовершеннолетние лица (по Уставу 1568 г. — которые не достигли 14 лет возраста, а начиная с 1580 г. — которые не достигли 16 лет). Уголовное законодательство содержало принципы простого и сложного соучастия в преступлении.
Статут 1588 г. установил, что при простом соучастии все виновники должны были наказываться одинаково. А при сложном соучастии преступники делились на категории исполнителей, пособников и подстрекателей. Сокрытие и недонесение по некоторым преступлениям также подлежали наказанию. Например, в случае государственной измены отца совершеннолетние сыны, которые знали о подготовке измены, подлежали наказанию.
Большое место занимали преступления против личности и имущественных прав. Основным наказанием за них был штраф в пользу потерпевшего и великого князя. Суровое наказание предполагалось за кражу: при краже коня или рецидиве предполагалось повешение. Вместе с тем преступление, содеянное шляхтичем, наказывался легче, чем такие же противозаконные действия простого человека. В частности, в случае нанесения ран шляхтичем шляхтичу виновный наказывался отрубанием руки. За подобное преступление, содеянное относительно простого человека, виновный шляхтич наказывался денежным штрафом. Если же простолюдин поранил шляхтича, то он подлежал смертной каре. Наказание рассматривалось как отплата (сатисфакция) за преступление и средство для запугивания преступников.
Украинский и советский историк права Максимейко Николай Алексеевич в книге «Источники уголовных законов Литовского Статута» (Киев, 1894) признавал главенствующую роль «русского права» в формировании правовых норм Литовских Статутов.
В Слонимском краеведческом музее имени И. И. Стабровского хранится экземпляр «Статута 1588 г.» в переводе на польский язык (1647 г.).